# Золота рукавичка (фільм)
«Золота рукавичка» (нім. Der Goldene Handschuh) — німецько-французький фільм-трилер 2019 року, поставлений режисером Фатіхом Акіном за однойменним романом Гайнца Штрунка про гамбурзького серійного вбивцю першої половини 1970-х років Фріца Гонка (1935—1998). Світова прем'єра відбулася 9 лютого 2019 року на 69-му Берлінському міжнародному кінофестивалі, де фільм брав участь в основній конкурсній програмі у змагання за «Золотого ведмедя».

## Сюжет
1970 рік, Гамбург. Працівник сталеливарного заводу Фріц Гонка (Йонас Дасслер) закінчує зміну синхронно з останнім шкільним дзвоником і рішуче прямує до бару «Золота рукавичка». Там він запаморочливо швидко знищує шоти шнапсу і спілкується з такими ж німцями, замордованими убогістю, алкоголем і невлаштованістю. Під завісу ночі Фріц переконує найнерозбірливішу з присутніх в барі пані піти до нього і продовжити вечірку. Далі стається спроба сексу, ерекційне фіаско і жорстоке вбивство — помста «підступній повії» за його проблеми з потенцією. Так повторюється кілька разів, перш ніж гамбурзького вбивцю жінок зловить поліція…

## У ролях
| • Йонас Дасслер            | … | Фріц Гонка        |
| • Маргарете Тізель         | … | Герда Восс        |
| • Катя Штудт               | … | Хельга Деннінгсен |
| • Мартіна Ейтнер-Ачеампонг | … | Фріда             |
| • Гарк Бом                 | … | Дорнкаат-Макс     |
| • Джессіка Космалла        | … | Рут               |
| • Барбара Краббе           | … | Анна              |
| • Тілла Крахохвіл          | … | Інге              |
| • Уве Роде                 | … | Герберт           |
| • Марк Гоземанн            | … | Зіґґі Гонка       |
| • Адам Боусдукс            | … |                   |
| • Тристан Гебель           | … |                   |
| • Філіпп Балтус            | … |                   |
| • Вікторія Трауттмансдорфф | … |                   |
| • Дірк Белінг              | … | солдат-Ноберт     |
| • Ларс Нагель              | … | Гасен-Ерні        |
| • Уве Роде                 | … | Герберт Нюрнберг  |

## Знімальна група
- Автор сценарію — Фатіх Акін (за романом Гайнца Штрунка «Золота рукавичка», 2016)
- Режисер-постановник — Фатіх Акін
- Продюсери — Фатіх Акін, Нархан Шекерджи-Порст
- Асоційований продюсер — Анн-Крістін Барді
- Лінійний продюсер — Клаус Спіннлер
- Оператор — Райнер Клаусманн
- Монтаж — Ендрю Берд, Франциска Шмідт-Кернер
- Художник-постановник — Тамо Кунц
- Художник-костюмер — Катрін Ашендорф
- Артдиректор — Сет Тернер
- Звукорежисер — Йон Мартенс

## Нагороди та номінації
| Список нагород та номінацій                | Список нагород та номінацій | Список нагород та номінацій | Список нагород та номінацій | Список нагород та номінацій | Список нагород та номінацій |
| Кінофестиваль/Кінопремія                   | Рік                         | Категорія                   | Номінант(и)                 | Результат                   | Дж                          |
| ------------------------------------------ | --------------------------- | --------------------------- | --------------------------- | --------------------------- | --------------------------- |
| 69-й Берлінський міжнародний кінофестиваль | лютий 2019                  | Золотий ведмідь             | Золота рукавичка            | Номінація                   |                             |